# Couronne solaire
Pour les articles homonymes, voir Couronne.

Couronne solaire visible en France lors de l'éclipse solaire du 11 août 1999.

La couronne solaire est la partie de l'atmosphère du Soleil située au-delà de la chromosphère et qui s'étend sur plusieurs millions de kilomètres en se diluant dans l'espace.

## Description
La couronne solaire est la couche la plus externe de l'atmosphère du Soleil. Cette masse gazeuse s'étend sur près de dix millions de kilomètres (environ 14 fois le rayon du Soleil) au-dessus de la surface solaire (photosphère). Lors d'une éclipse totale de soleil, elle apparaît autour du disque lunaire noir comme un anneau lumineux au pourtour irrégulier. Alors que la température du centre du soleil est de seize millions de kelvins, elle est de l'ordre du million dans la couronne solaire qui est un plasma. La température élevée de la couronne solaire a été, pour la première fois, mise en évidence en 1942 par Bengt Edlén, astrophysicien suédois, qui étudiait les raies spectrales observées dans l'atmosphère du soleil,.

## Propriétés physiques
La température de la couronne solaire est extrêmement élevée : en contraste avec les 5 800 K de la surface solaire et les 7 000 K de la chromosphère (une fine couche qui sépare la surface de la couronne), elle atteint deux millions de kelvins,. Ce phénomène d’élévation considérable de température à mesure que l'on s'éloigne de la surface du Soleil n'est pas totalement élucidé. Il s'explique cependant, en partie, par l'existence de jets de plasma appelés « spicules » et diffusés de la surface vers les hauteurs atmosphériques à une vitesse variant de 50 à 100 km/s. La sonde Parker Solar Probe, lancée le 12 août 2018, depuis cap Canaveral, en Floride, par la NASA, et qui a pour mission d'observer l'astre solaire pendant sept ans, devrait permettre de lever le mystère,.
Les mécanismes nécessaires pour chauffer la couronne solaire ont été longtemps attribués à la présence de boucles de champ magnétique, appelées « boucles coronales ». Ces boucles passent par les pôles du Soleil et s'étirent à travers la couronne solaire. Elles ont la capacité de libérer de grandes quantités d’énergie, ce qui fait qu'elles jouent un certain rôle dans le chauffage de la couronne solaire.
Au début des années 2010, des observations obtenues par le satellite japonais Hinode démontrent que le rôle des boucles coronales dans le chauffage de la couronne solaire n'est pas déterminant. Selon une publication d'astrophysiciens de l'université Columbia, le chauffage de la couronne solaire serait le résultat des ondes d’Alfvén, d'autres ondes électromagnétiques émises par le Soleil.
D'autre part, la couronne solaire est constituée de gaz fortement ionisé, ou plasma, d'une densité extrêmement faible (environ 1012 fois moins dense que la photosphère),. Du fait de sa température élevée, ce plasma émet notamment du rayonnement dans l'extrême-ultraviolet.
Cette couronne est divisée en deux couches : la couronne K et la couronne F,. La couronne K pour kontinuierliche Korona (couronne continue) tient sa luminosité de la diffusion Thomson. La couronne F pour couronne Fraunhofer est principalement éclairée selon le spectre des raies de Fraunhofer. Comme la luminosité de la couronne K diminue avec l'élongation, la luminosité de la couronne F devient dominante à partir d'une élongation d'environ quatre rayons solaires. La lumière zodiacale est une manifestation aisément observable de la couronne F.

## Méthodes d'observation

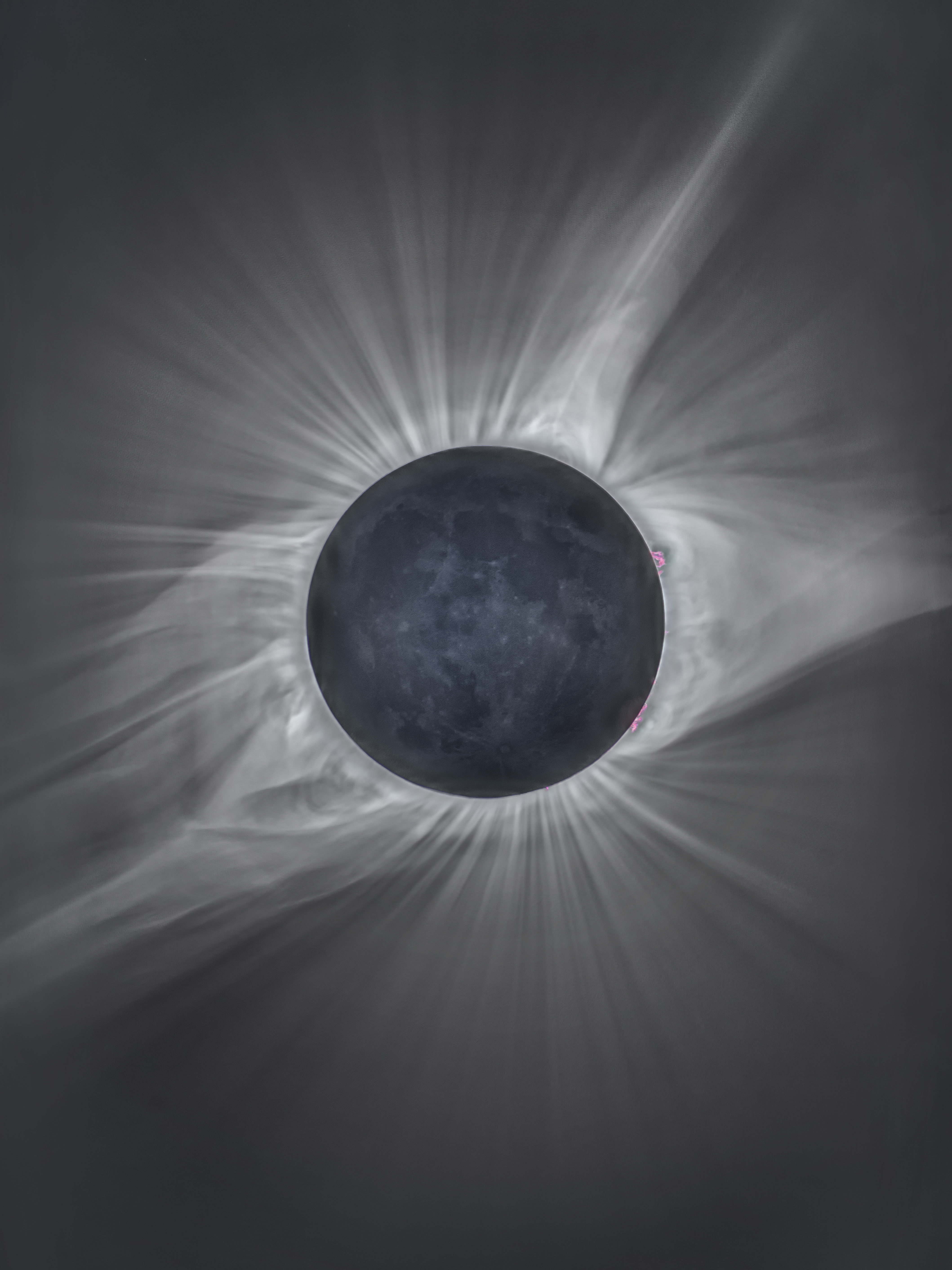
La couronne solaire avec ses traînées coronales qui s'étirent, ainsi que les protubérances solaires le long du limbe de la Lune éclairée par le clair de Terre, lors de l'éclipse solaire totale le 21 août 2017 dans le Wyoming.

Dans la partie visible du spectre électromagnétique, la couronne ne peut être observée que lors d'éclipses totales de Soleil ou en utilisant un coronographe, car son rayonnement atteint à peine un millionième de celui de la photosphère dans ce domaine de longueur d'onde. Du fait de son émission dans l'extrême-ultraviolet (EUV) ; il est possible de l'observer en permanence avec des instruments embarqués sur satellites.
La radioastronomie permet aussi l'étude de la couronne en mesurant les ondes radio qu'elle émet. Même si la relation Fréquence radio/altitude dans la couronne solaire n'est pas simple (dépendance à la densité électronique) : en première approximation, plus la fréquence d'observation est élevée, plus on est proche de la surface du Soleil. Des observations à quelques dizaines de MHz (domaine décamétrique) permettent d'observer la haute couronne, au-delà d'un demi-rayon solaire d'altitude (plus de 350 000 km). Dans la gamme de la centaine de MHz (domaine métrique), on observe des régions entre 0,1  et   0,4 rayon solaire d'altitude (de 70 000  à   280 000 km). En centimétrique, on est proche de la surface.
Le radio-héliographe de Nançay permet, depuis sa dernière cure de jouvence en 1996, de faire directement (par simple transformée de Fourier 2D) des coefficients de Fourier (Visibilités) mesurés par les paires d'antennes intercorrélés, puis anamorphose, des cartes 2D de la couronne jusqu'à dix bandes de fréquence dans la gamme 150  à   450 MHz à une fréquence temporelle rapide : jusqu'au dixième de seconde par carte et par fréquence.

## Autres étoiles
Les étoiles autres que le Soleil peuvent aussi développer une couronne. Souvent détectées grâce à des observations par satellite dans le domaine X, elles sont associées à la présence de champs magnétiques. Pour certaines classes d'étoiles, en particulier les étoiles jeunes pour lesquelles la production d'un champ magnétique est particulièrement efficace (du fait de leur rotation rapide), l'émission coronale peut être beaucoup plus intense que sur le Soleil.